# Światowe Igrzyska Halowe w Lekkoatletyce 1985 – bieg na 3000 m kobiet
Bieg na 3000 metrów kobiet – jedna z konkurencji biegowych rozgrywanych podczas halowych światowych igrzysk lekkoatletycznych w hali Accor Arena w Paryżu. Rozegrano od razu bieg finałowy 19 stycznia 1985. Zwyciężyła reprezentantka Kanady Debbie Scott.

## Rezultaty

### Finał
Wystartowało 7 biegaczek.
Opracowano na podstawie materiału źródłowego.
| Miejsce | Zawodniczka        | Czas     | Uwagi |
| ------- | ------------------ | -------- | ----- |
| 1       | Debbie Scott       | 9:04,99  | PB    |
| 2       | Agnese Possamai    | 9:09,66  |       |
| 3       | PattiSue Plumer    | 9:12:12  |       |
| 4       | Dianne Rodger      | 9:12,68  |       |
| 5       | El-Hassania Darami | 9:40,45  | NR    |
| 6       | Leticia Mpoghole   | 9:55,58  |       |
| 7       | Fabiola Rueda      | 10:07,18 | NR    |
| –       | Natalja Artjomowa  | DNS      |       |